# Флаг Салехарда
Флаг муниципального образования город Салеха́рд Ямало-Ненецкого автономного округа Российской Федерации — опознавательно-правовой знак, служащий официальным символом муниципального образования.
Флаг утверждён 18 февраля 1998 года и внесён в Государственный геральдический регистр Российской Федерации с присвоением регистрационного номера 230.

## Описание
18 февраля 1998 года, постановлением мэра города Салехарда № 78, было утверждено положение о гербе города Салехарда, которым, среди прочего, был «введён» новый для геральдики термин — «использование герба Салехарда в виде флага».

Герб используется также в виде флага. При этом на белом полотнище (соответствующем серебряному полю гербового щита) располагается чёрная фигура лисицы, обращённая головой к древку. Пропорции полотнища — 2 (ширина): 3 (длина).
Герб, используемый в виде флага, является символом города Салехарда, его институтов самоуправления, единства граждан.

28 октября 2004, постановлением Администрации муниципального образования город Салехард № 680, рассмотрев протест прокурора города Салехарда от 14 октября 2004 года № 4649, постановление мэра города от 18 февраля 1998 года № 78 было отменено.
9 декабря 2004 года, в целях приведения муниципальных правовых актов в соответствие с новой редакцией Устава муниципального образования город Салехард, решением Городской Думы муниципального образования город Салехард № 39, было утверждено Положение об официальных символах города Салехарда, со следующим описанием флага:

Флаг города Салехарда представляет собой белое полотнище (соответствующее серебряному полю гербового щита), в центре которого располагается чёрная фигура лисицы, обращённая головой к древку. Пропорции полотнища: 2 (ширина) и 3 (длина).

## Символика флага
Флаг разработан на основе герба муниципального образования город Салехард, который воспроизводит историческую символику Княжества Обдорского в составе России.
Геральдическое описание герба гласит: «В серебре чёрная идущая лисица с червлёными глазами и языком».